# マルティデ・フォルメラー＝プルマン

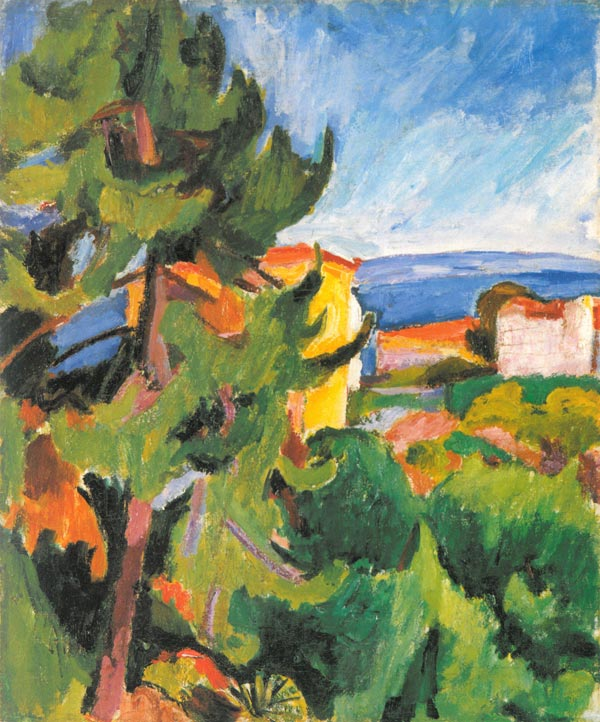
マルティデ・フォルメラー＝プルマン作「黄色い家のあるコリウールの風景」(1908/1909)

マルティデ・フォルメラー＝プルマン（Mathilde Vollmoeller-Purrmann、1876年10月18日 - 1943年7月17日）は、ドイツの画家である。1812年に画家のハンス・プルマンと結婚した。

## 略歴
シュトゥットガルトで生まれた。父親のロベルト・フォルメラー（Robert Vollmöller: 1849-1911）は繊維業界で成功した実業家で、社会貢献にも熱心であった。兄弟には実業家のルドルフ・W・フォルメラー（Rudolf W. Vollmoeller: 1874-1941）や、作家で実業家のカール・グスタフ・フォルメラー（Karl Gustav Vollmoeller: 1878-1948）、航空の先駆者のハンス・フォルメラー（Hans Robert Vollmöller: 1889-1917）、古物収集家、作家のクルト・フォルメラー(Kurt Vollmöller: 1890–1936)らがいる。
10歳まで、年の近い姉と弟と家庭教師から教育を受け、外国語に堪能であった母親や使用人の中で育った。ピアノやスポーツが得意で、声楽やダンスも習ったった。1894年に母親が亡くなり、姉と家事を行った 。
1897年に弟のカール・グスタフ・フォルメラーが学んでいたベルリンに移り、弟とともに暮らした。ベルリンでザビーネ・レプシウス（1864-1942）とレオ・フォン・ケーニッヒ（1871-1944）に絵を学んだ。1897年11月、ザビーネ・レプシウスとラインホルト・レプシウスの夫妻の家で開かれた詩人のシュテファン・ゲオルゲ（1868-1933）の詩の朗読会で若き日の詩人、ライナー・マリア・リルケ（1875-1926）と知り合い、フォルメラーがパリに移った後の1906年から1920年の間にリルケとの間でやり取りされた100通あまりの書簡は後に出版された。ベルリンでは、ベルリン分離派の画家マックス・リーバーマンやロヴィス・コリントととも知り合った。弟のカール・グスタフ・フォルメラーとともに『イギリス少女のラブレター』という英語の小説をドイツ語に翻訳したとされる。またローマやオランダなどに旅した。
1906年にパリに移り、父親の援助を受けて、スタジオを借りて絵の修行を続けた。1907年から展覧会に出展を始め、サロン・ドートンヌやアンデパンダン展に出展した。1908年に後に夫となる4歳年下の画家、ハンス・プルマン（1880-1966）と知り合った。1908年にアンリ・マティスが1908年から1911年まで教えた、「アカデミー・マティス」に入学した。1911年3月に父親が重病になり、シュトゥットガルトに戻り、10月に亡くなるまで父親の世話をした。
1912年1月に、ハンス・プルマンと、シュトゥットガルトで結婚し、フィレンツェとコルシカ島への新婚旅行の後、パリに住んた。3人の子供が生まれたが、画家の活動を続けた。南ドイツのバイルシュタイン (ハイルブロン郡)バイルシュタインで夏を過ごしていた時、第一次世界大戦が始まり、パリに戻れなくなり1914年から1916年の間は父親の邸に住んだ。1915年にハンス・プルマンはベルリンに移り、1916年に家族もベルリンに移った。 1919年にボーデン湖畔の村の漁師の家を購入し、夏を過ごすようになった。ハンス・プルマンはイタリアで活動するようになり、1923年から1928年の間は、一家はローマに住み、夏の間だけボーデン湖で過ごした。
ナチスが権力を掌握した後、ハンス・プルマンの作品は「退廃芸術」に指定され迫害を受けた。この時期、ナチスに批判的であっため逮捕されようとしていた風刺画家のトーマス・ハイネ（1867-1948）の国外脱出を支援した。ベルリンのアパートに数週間、匿まった後、親戚の葬儀に参加する名目で、ハイネのパスポートを用意し、ハイネをプラハに亡命させた。1935年にベルリン分離派の会長であったマックス・リーバーマンの葬儀にゲシュタポの監視下でで夫婦で参加した。
1935年から、イタリアに亡命し、ハンス・プルマンは、フィレンツェで後援者を得て芸術活動をすることができた。
マルティデ・フォルメラー＝プルマンは1943年にルガーノ湖畔のスイスの村Castagnolaで亡くなった。

## 作品

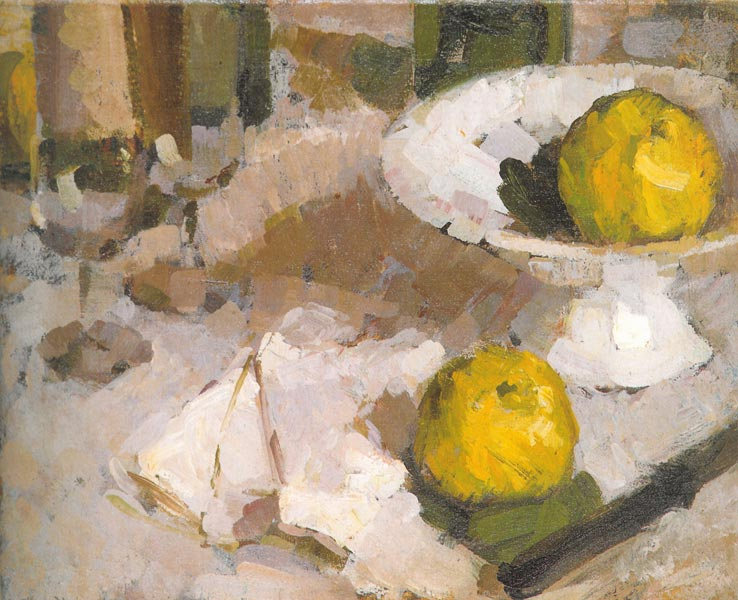
リンゴのある静物 (c.1907)
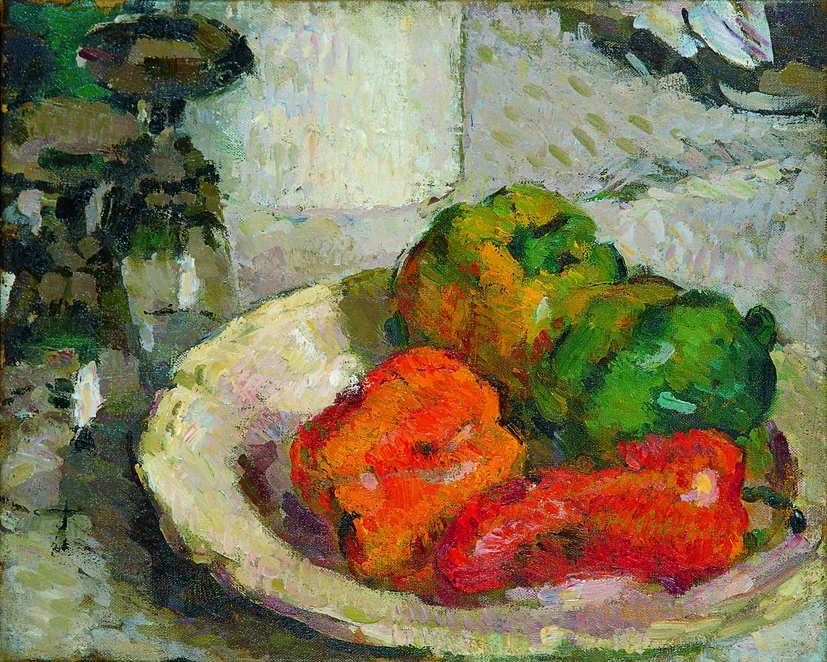
パプリカのある静物 (c.1907)
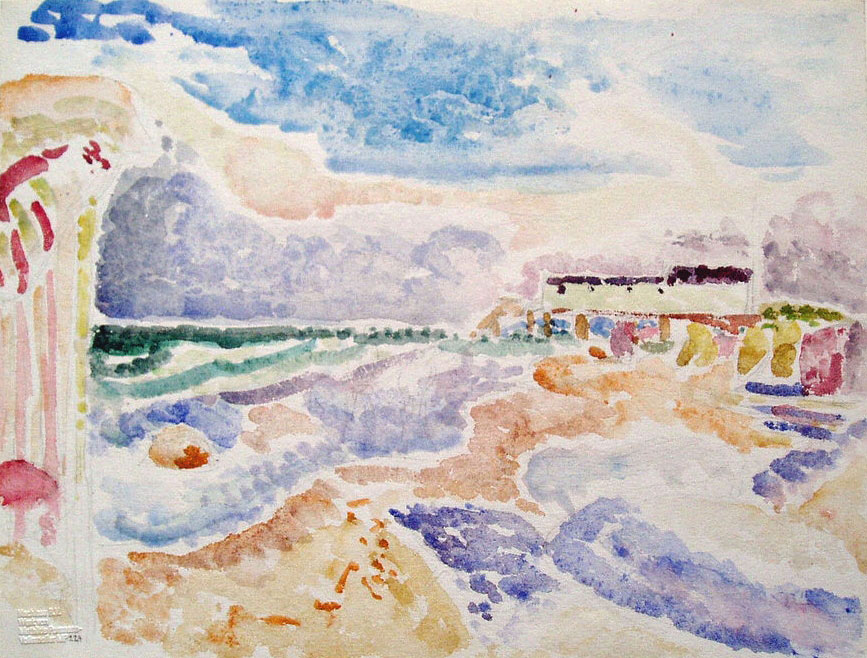
バルト海の海岸 (1916)